# Gomphus nilgiricus
Gomphus nilgiricus är en trollsländeart som beskrevs av Harry Hyde Laidlaw, Jr. 1922. Gomphus nilgiricus ingår i släktet Gomphus och familjen flodtrollsländor. Inga underarter finns listade i Catalogue of Life.